# Myja
Myja Bergh, 1896 è un genere di molluschi nudibranchi della famiglia Facelinidae..

## Tassonomia
Comprende le seguenti specie:
- Myja hyotan Martynov et al., 2019
- Myja karin Martynov et al., 2019
- Myja longicornis Bergh, 1896